# Мечеть шейха Заида
Мече́ть ше́йха Заида (араб. مسجد الشيخ زايد‎) — одна из шести самых больших мечетей в мире. Расположена в Абу-Даби, столице Объединённых Арабских Эмиратов. Названа в честь шейха Заида ибн Султана Аль Нахайяна — основателя и первого президента Объединённых Арабских Эмиратов, похороненного рядом. Мечеть была официально открыта в месяц Рамадан в 2007 году.
Эта мечеть, наряду с мечетью Джумейра в Дубае, стала исключением — в неё пускают всех желающих (не только мусульман). Министерство туризма объявило, что экскурсии по мечети проводятся для мусульман и немусульман с середины марта 2008 года. Вход и экскурсии по Мечети Заида — бесплатный.

## Мировые рекорды
- Ковёр, разостланный на столь обширном пространстве, является самым большим в мире ковром, был изготовлен компанией «Ковры Ирана» по рисунку иранского художника Али Халики[5]. Площадь ковра — 5627 квадратных метров, над ним трудились приблизительно 1200 ткачей, 20 технических групп и 30 рабочих. Вес этого ковра составляет 47 тонн — 35 тонн шерсти и 12 тонн хлопка. В структуре ковра 2 268 000 000 узлов.

- В залах мечети подвешено семь люстр производства Германии, украшенных сусальным золотом и кристаллами Сваровски австрийского[источник не указан 4615 дней] производства. Главная люстра мечети оставалась самой большой в мире (10 метров в диаметре, 15 метров высоту, весом около 12 тонн[6]) до 26 июня 2010, когда в соседнем Катаре была установлена ещё более крупная люстра[7]. Тем не менее, она остаётся самой большой в мире люстрой, установленной в мечети[8].

## Архитектура
Мечеть способна одновременно вместить 40 тысяч человек. Главный молитвенный зал рассчитан на 7 тысяч молящихся. Две комнаты рядом с главным молитвенным залом способны вместить по 1500 человек каждая. Обе эти комнаты предназначены только для женщин.
По четырём углам мечети стоят четыре минарета, которые возвышаются приблизительно на 107 метров. Внешний ряд главного здания покрывают 82 купола. Купола украшены белым мрамором, их внутреннее художественное оформление также выполнено из мрамора. Внутренний двор выложен цветным мрамором и насчитывает около 17 400 квадратных метров.